# 遊佐真弘
遊佐 真弘（ゆさ まひろ、男性、1994年 - ）は日本のライトノベル作家。神奈川県在住。

## 人物
高等学校在学中の2010年、投稿作「オーバーイメージ」が第7回MF文庫Jライトノベル新人賞の佳作を受賞し、同年メディアファクトリーの発行するMF文庫Jよりライトノベル作家としてデビューする。デビュー時は16歳。

## 作品リスト

### オーバーイメージ シリーズ
MF文庫Jより発行 全4巻、イラスト：さんた茉莉
- オーバーイメージ 金色反鏡(ダーティー･ゴールド) （2011年12月31日初版発行、ISBN 978-4-8401-4337-0）
- オーバーイメージ 2 漆黒鋭剣(ダークネス･ハートレス) （2012年6月30日初版発行、ISBN 978-4-8401-4600-5）
- オーバーイメージ 3 人間失核(ワイト･ハート) (2013年1月31日初版発行、ISBN 978-4-8401-4972-3）
- オーバーイメージ 4　終結消失(ラスト・ロスト)（2014年5月31日初版発行、ISBN 978-4-0406-6751-5）

なお、オーバーイメージシリーズは月刊コミックアライブ（メディアファクトリー刊）にて漫画化連載されている。
単行本は現在、既刊2巻。
- オーバーイメージ 1 （2013年1月23日初版発行、ISBN 978-4-8401-4783-5）
- オーバーイメージ 2 （2013年6月22日発売、 ISBN 978-4-8401-5071-2）

## 同年代作家
- 永原十茂：「君の勇者に俺はなる!」で第11回スーパーダッシュ文庫新人賞（2011年）特別賞を受賞。1994年生まれ。
- 山下紘加:「ドール」で第52回文藝賞（2015年）受賞。1994年生まれ。
- 松村涼哉：「ただ、それだけで良かったんです」で第22回電撃小説大賞（2015年）大賞を受賞。1993年生まれ。
- 新八角：「背天紅路」（『血翼王亡命譚―祈刀のアルナ―』）で第22回電撃小説大賞（2015年）銀賞を受賞。1993年生まれ。